# ヴォールト (細胞小器官)
ヴォールト（vault、またはヴォールト細胞質リボヌクレオタンパク質 vault cytoplasmic ribonucleoprotein）は真核生物の細胞質に見られる細胞小器官で、その機能はまだ完全には分かっていない。1980年代にUCLA薬学部の細胞生物学者ナンシー・ケデルシャ（Nancy Kedersha）と生化学者レオナルド・ロメが発見し単離した。電子顕微鏡を用いた観察により、教会建築に見られるヴォールトのアーチに似た39回対称構造が明らかにされている。様々な種類の真核生物細胞で見られ、真核生物間でその配列はよく保存されているようである。ヴォールトは脂質ラフト（lipid raft）の一部となり、病原体と闘う役割をしている可能性がある。

## 形状
ヴォールトは巨大なリボヌクレオタンパク質粒子である。リボソームの約3倍の大きさ、約13倍の分子量があり、様々な真核生物細胞で見られる。ネガティブ染色では 34 nm×60 nm、極低温電子顕微鏡では 26 nm×49 nm、走査型透過電子顕微鏡（STEM）では 35 nm×59 nm の大きさで観測されている。ヴォールトは主としてタンパク質でできており、そのことが既存の技術によって染色するのを難しくしている。
タンパク質の構造は多くの主要ヴォールトタンパク質が２つある副ヴォールトタンパク質（minor vault protein）のうちの一方に結合して構成されている。
2009年6月　兵庫県立大学の月原冨武らによってX線結晶構造解析による原子分解能の構造が与えられた(分解能 3.5 Å)。
構造決定にはSpring-8BL44XUビームラインによって得られた回折データを用い、先に決定されていた電子顕微鏡による構造を初期モデルとして位相決定した。
いくつかの主要ヴォールトタンパク質と１つの副ヴォールトタンパク質から成る大きな複合体２つが合わさって筒状のヴォールト細胞小器官を形成する。これには86から141塩基の小さなRNAを含むことがある。

## 機能
まだ完全には解明されていないが、ヴォールトは核孔複合体と関係があり、その八面体型の形状もそのことに関わっているようである。ヴォールトは核細胞質間の物質輸送、伝令RNAの局在化、薬剤耐性、細胞信号伝達、核孔凝集、自然免疫など広範囲にわたる細胞機能に関係している。ハツカネズミを使って、3種類のヴォールトタンパク質（MVP、VPARP、TEP1）を個々にあるいはVPARPとTEP1の組み合わせでノックアウトした場合の変化について調べられている。その結果、全てのハツカネズミは生存できることがわかり、特に目に着く表現形の変化は見られなかった。また3種類のMVPをコードしているタマホコリカビで、同様に個々のタンパク質あるいは複数のタンパク質を組み合わせてノックアウトした実験も行われている。表現形における変化が、2つのタンパク質をノックアウトしたタマホコリカビにおいてのみみられ、栄養ストレス条件下において成長遅延があった。この結果は、ヴォールトがもし細胞に不可欠な機能に関係している場合、その機能を代替する冗長系の存在を示唆している。

## がんとの関係
1990年代終わり、多剤耐性と診断されたがん患者でヴォールト（特にMVP）が過剰に発現していることが発見された。このことは、ヴォールトの数が増えると薬剤耐性を引き起こすことを証明した訳ではないが、ある種の関わりがあることを暗示している。また腫瘍細胞における薬剤耐性の背景にある機構の発見と、抗がん剤の改良を進める可能性がある。

## 自然界における広範な広がり
ヴォールトは様々な真核生物の種で見られるが、リボ核タンパク質を持っていないものも知られている。モデル生物として利用される種でも、以下に示すものは持たない:
- シロイヌナズナ（Arabidopsis thaliana） - キャベツやカラシナと同じアブラナ科に属する小さな被子植物。
- C. elegans（Caenorhabditis elegans） - 土壌中に生息する自由生活性の線虫（線形動物）。
- キイロショウジョウバエ（Drosophila melanogaster） - ショウジョウバエとしてよく知られる双翅目昆虫。
- 出芽酵母（Saccharomyces cerevisiae） - 酵母の一種。

このような例外がある一方で、広汎な生物種にわたってヴォールトの類似性は高く、これは進化の上である種の重要な役割を果たしていることを示唆する。